# 1801
1801 (MDCCCI) a fost un an obișnuit al calendarului gregorian, care a început într-o zi de joi.

## Evenimente

Union Jack, steagul noului stat format Regatul Unit al Marii Britanii și al Irlandei.

### Ianuarie
- 1 ianuarie: Actul de unire (înțelegere legislativă) între Irlanda și Marea Britanie. Union Jack devine steagul oficial al Regatului Unit. Unirea s-a încheiat oficial la 15 ianuarie 1922.
- 1 ianuarie: Giuseppe Piazzi descoperă planeta pitică Ceres.

### Februarie
- 4 februarie: William Pitt cel Tânăr demisionează din funcția de prim-ministru al Regatului Unit.
- 16 februarie: Tratatul de la Lunéville încheie Războiul celei de-a Doua Coaliții dintre Franța și Austria.

### Martie
- 4 martie: Thomas Jefferson îi succede lui John Adams la președinția Statelor Unite.
- 14 martie: Henry Addington devine prim-ministru al Regatului Unit.
- 23 martie: Țarul Pavel I este ucis; este succedat de către fiul său, Alexandru I.

### Aprilie
- 2 aprilie: Bătălia de la Copenhaga. Amiralul britanic Horatio Nelson înfrânge flota daneză la Copenhaga în contextul războaielor napoleoniene.

### Iunie
- 7 iunie: Portugalia și Spania semnează Tratatul de la Badajoz. Portugalia pierde orașul Olivenza.

### Octombrie
- 8 octombrie: Începe a treia domnie a lui Mihai Suțu în Țara Românească (până în mai 1802).
- 8 octombrie: Tratatul de la Paris. Pacea dintre Franța și Rusia.

### Nedatate
- 1801-1805. Războiul Tripolitan. Conflict între SUA și Tripoli, încheiat printr-un tratat de pace favorabil Statelor Unite.
- Aachen este anexat oficial Franței.
- Apare războiul de țesut Jacquard, care a fost pus la punct de francezul Joseph Marie Charles Jacquard.
- Are loc primul recensământ în Franța.
- Are loc primul recensământ în Marea Britanie.

## Arte, științe, literatură și filozofie
- Johann Wilhelm Ritter descoperă radiația ultravioletă
- Joseph Haydn termină oratoriul Anotimpurile
- Ludwig van Beethoven a compus Sonata pentru pian nr. 14 în do diez minor, cunoscută și sub numele de Sonata lunii
- Johann Elert Bode⁠(d) publică Uranographia, sive astrorum descriptio....
- Giuseppe Piazzi descoperă asteroidul Ceres.
- Jean-Baptiste de Lamarck publică Système des animaux sans vertèbres, unde propune o clasificare a nevertebratelor.[1]

## Nașteri
- 16 februarie: Constantin, Prinț de Hohenzollern-Hechingen (d. 1869)
- 21 martie: Maria Theresa a Austriei, soția regelui Carol Albert de Sardinia (d. 1855)
- 21 mai: Prințesa Sofia Wilhelmina a Suediei, Mare Ducesă de Baden (d. 1865)
- 25 mai: Robert Cock, explorator englez (d. 1871)
- 29 iunie: Prințul Carol al Prusiei, fiu al regelui Frederic Wilhelm al III-lea al Prusiei (d. 1883)
- 4 iulie: Infanta Isabel Maria a Portugaliei (d. 1876)
- 3 noiembrie: Vincenzo Bellini, compozitor italian (d. 1835)
- 13 noiembrie: Elisabeth Ludovika de Bavaria, soția lui Frederick William al IV-lea al Prusiei (d. 1873)
- 13 noiembrie: Prințesa Amalie Auguste de Bavaria, soția regelui Ioan al Saxoniei (d. 1877)
- 11 decembrie: Christian Dietrich Grabbe, scriitor german (d. 1836)
- 12 decembrie: Regele Ioan al Saxoniei (d. 1873)

## Decese
- 4 ianuarie: Louise Charlotte de Mecklenburg-Schwerin, 21 ani, bunica Prințului Albert (n. 1779)
- 7 februarie: Daniel Chodowiecki, 74 ani, pictor german (n. 1726)
- 17 februarie: Prințesa Philippine Charlotte a Prusiei (n. Philippine Charlotte von Preußen), 84 ani, fiica regelui Frederic Wilhelm I al Prusiei (n. 1716)
- 16 martie: Marea Ducesă Alexandra Pavlovna a Rusiei, 17 ani, fiica țarului Pavel I al Rusiei (n. 1783)
- 21 martie: Andrea Luchesi, 59 ani, compozitor italian (n. 1741)
- 23 martie: Pavel I, 46 ani, țar al Rusiei (n. 1754)
- 26 iulie: Maximilian Franz de Austria, 44 ani, arhiepiscop, fiu al împărătesei Maria Terezia a Austriei (n. 1756)
- 7 septembrie: Charlotte Amalie de Hesse-Philippsthal, 71 ani, ducesă și regentă de Saxa-Meiningen (n. 1730)
- 19 septembrie: Johann Gottfried Koehler, 55 ani, astronom german (n. 1745)
- 15 noiembrie: Arhiducesa Maria Clementina a Austriei (n. Marie Klementine Josephe Johanna Fidelis), 24 ani, fiica împăratului Leopold al II-lea (n. 1777)
- 8 decembrie: Infanta Maria Josefa a Spaniei (n. Maria Josefa Carmela de Borbón), 57 ani, fiica regelui Carol al III-lea al Spaniei (n. 1744)